# Jurapark Aargau
Der Jurapark Aargau ist seit 2012 ein «Regionaler Naturpark von nationaler Bedeutung» und befindet sich im ländlichen Gebiet der Juralandschaft zwischen den Metropolregionen Basel und Zürich. Mit seinem hohen Grünflächenanteil und weitläufigen, artenreichen Wäldern stellt der Naturpark ein bedeutendes Naherholungsgebiet und einen grossräumig zusammenhängenden Ausgleichsraum für Flora und Fauna dar. Gemeinsam mit 19 anderen Pärken gehört der Jurapark Aargau zum Netzwerk Schweizer Parks. 

## Lage und Geographie

### Beschreibung

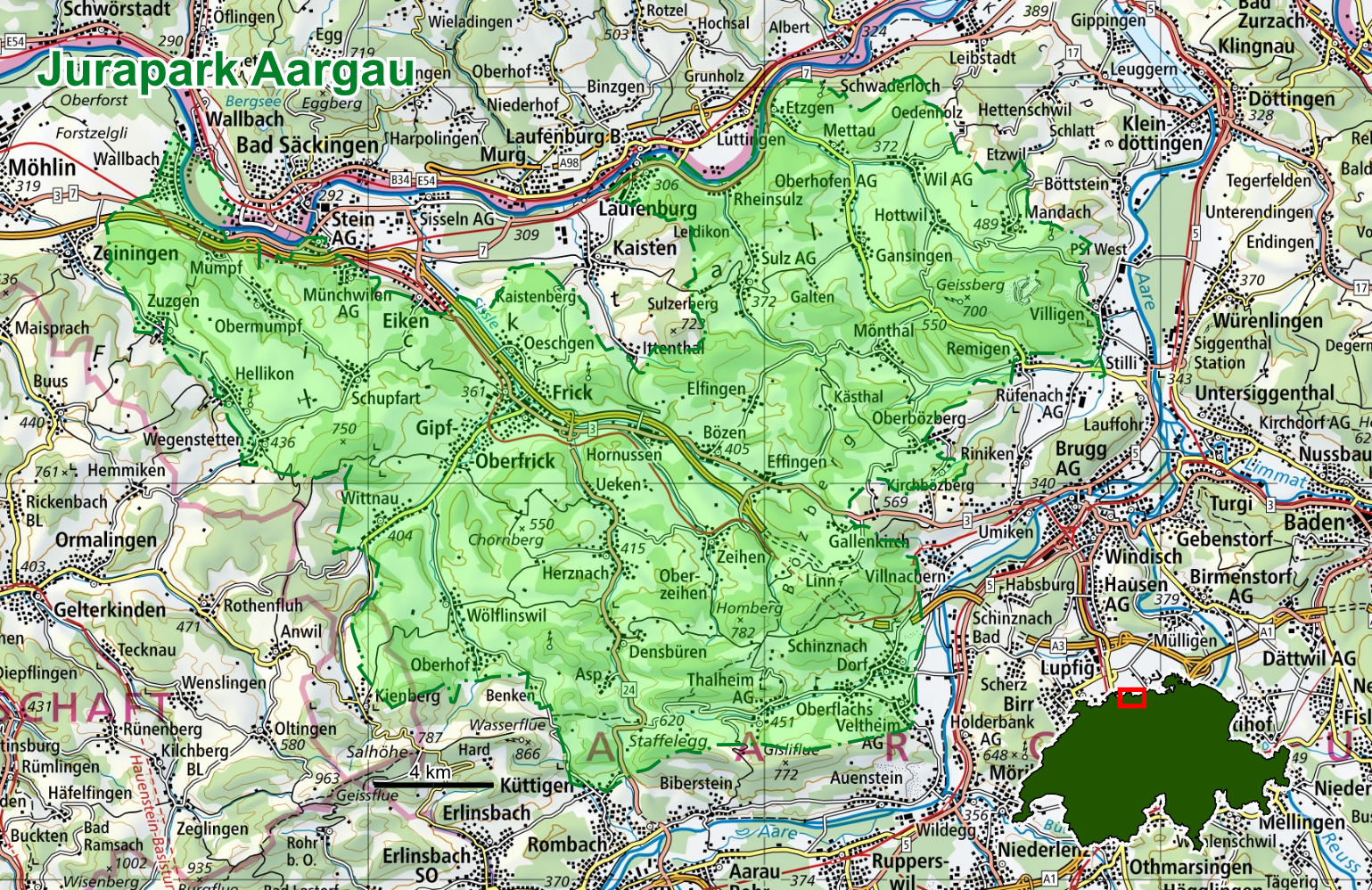
Karte des Juraparks Aargau

Zwischen den Agglomerationen Zürich und Basel sowie den Flüssen Aare und Rhein gelegen, formen 31 Gemeinden (30 im Kanton Aargau, eine im Kanton Solothurn) den 299 km2 grossen Perimeter des Naturparks. Der Park vereint verschiedene Täler im Nordwesten des Kanton Aargaus: Wegenstettertal, Fricktal, Böztal, Mettauertal und Schenkenbergertal. Die 31 Gemeinden befinden sich in den Bezirken Rheinfelden, Laufenburg, Aarau und Brugg.
Geologisch wird der Parkperimeter im Norden aus dem Tafeljura und im Süden aus den nordöstlichen Höhenzügen des Kettenjuras gebildet. Während im Tafeljura typische Hochebenen, Trockentäler sowie sanftwellige Hügel auftreten, finden sich im Kettenjura vermehrt Überschiebungen, schroffe Felskanten, tektonische Brüche und Rutschungen. In den Schichten des Juras treten unterschiedliche Versteinerungen wie Ammoniten, Belemniten oder Muscheln aus der Zeit des Urmeers Tethys auf. In der Region Frick wurden und werden noch immer Saurierknochen gefunden, ein Teil davon ist im Sauriermuseum Frick ausgestellt. Die Sedimente des ehemaligen Urmeers enthalten auch eisenhaltige Schichten, die um die Dörfer Herznach und Wölflinswil schweizweit höchste Mächtigkeit haben und bis 1967 abgebaut wurden. Im Bergwerk Herznach haben Besuchende die Möglichkeit, die Geschichte hautnah zu erleben – sowohl in den ehemaligen Stollen als auch im dazugehörigen Bergwerkmuseum.

### Landschaften von nationaler Bedeutung
Gemäss Artikel 5 des Bundesgesetzes über den Natur- und Heimatschutz führt die Schweiz ein Bundesinventar der Landschaften und Naturdenkmäler von nationaler Bedeutung. Drei solche Gebiete liegen teilweise im Jurapark Aargau:
- Nr. 1105, Bezeichnung: Baselbieter und Fricktaler Tafeljura, Teilgebiete der Naturpark-Gemeinden Gipf-Oberfrick, Kienberg, Schupfart, Wegenstetten, Wittnau, Wölflinswil
- Nr. 1107, Bezeichnung: Aargauer  und östlicher Solothurner Faltenjura, Teilgebiete der Naturpark-Gemeinden Auenstein, Biberstein, Densbüren, Kienberg, Küttigen, Oberhof, Schinznach, Thalheim, Veltheim
- Nr. 1108, Bezeichnung: Aargauer Tafeljura, Teilgebiete der Naturpark-Gemeinden Bözen, Effingen, Elfingen, Gansingen, Laufenburg, Mettauertal, Mönthal, Remigen, Villigen

## Aufgaben und Ziele des Regionalen Naturparks
Ein Regionaler Naturpark ist ein grösseres, teilweise besiedeltes ländliches Gebiet, das sich durch hohe Natur- und Landschaftswerte auszeichnet. Auf Konzepte einer nachhaltigen Entwicklung gestützt, werden Massnahmen erarbeitet bzw. unterstützt, die zu folgenden Zielen beitragen:
- Erhaltung, Pflege und Aufwertung des natürlichen, landschaftlichen und kulturellen Erbes
- Erhalten eines harmonischen ländlichen Raums mit landschaftstypischer Besiedlung, und Unterstützen einer nachhaltigen sozioökonomischen Entwicklung
- Fördern von nachhaltigen Aktivitäten in den Bereichen Tourismus, Mobilität, Energie usw.

## Sehenswürdigkeiten und Aktivitäten
Neben der traditionellen Kulturlandschaft gehören die artenreichen Buchen- und Föhrenwälder, Hochstammgärten, der höchste Wasserfall des Kantons Aargau im Sagimühlitäli, die Linner Linde und der Fricktaler Höhenweg mit seinen aussichtsreichen Panoramapunkten wie dem Aussichtsturm auf der Cheisacherhöhe zu den landschaftlichen Vorzügen.
Die geschichtsträchtigen Altstädte am Rhein – die allerdings ausserhalb des engeren Parkareals liegen –, Burgruinen, Besucherrebberge, Themenwege wie der «Flösserweg» oder die familientauglichen «Perimukwege», die Nagelschmiede Sulz, diverse «Römerrebberge», das Biobad Biberstein, das Bergwerkmuseum in Herznach sowie das Sauriermuseum und der Klopfplatz in Frick sind bekannte Sehenswürdigkeiten der Region. 